# Srđan Baljak
Srđan Baljak, född den 25 november 1978 i Belgrad i Jugoslavien, nuvarande Serbien, är en serbisk professionell fotbollsspelare (anfallare). Baljak spelar i det tyska division 5-laget Schott Mainz sedan 2014. 
Baljak vann den serbiska högsta divisionens skytteliga säsongen 2006/2007 när han gjorde 18 mål för laget FK Banat Zrenjanin.